# Sheldwich
Sheldwich es una parroquia civil y un pueblo del distrito de Swale, en el condado de Kent (Inglaterra). Tiene una población estimada, a mediados de 2019, de 431 habitantes.

## Geografía
Según la Oficina Nacional de Estadística británica, Sheldwich tiene una superficie de 8,9 km².

## Demografía
Según el censo de 2001, Sheldwich tenía 522 habitantes (46,74% varones, 53,26% mujeres) y una densidad de población de 58,65 hab/km². El 20,69% eran menores de 16 años, el 71,65% tenían entre 16 y 74 y el 7,66% eran mayores de 74. La media de edad era de 42,23 años. Del total de habitantes con 16 o más años, el 19,32% estaban solteros, el 68,12% casados y el 12,56% divorciados o viudos.
El 92,31% de los habitantes eran originarios del Reino Unido. El resto de países europeos englobaban al 3,65% de la población, mientras que el 4,04% había nacido en cualquier otro lugar. Según su grupo étnico, el 98,27% eran blancos y el 1,73% mestizos. El cristianismo era profesado por el 74,66% y el sijismo por el 0,58%, mientras que el 13,63% no eran religiosos y el 11,13% no marcaron ninguna opción en el censo.
235 habitantes eran económicamente activos, 226 de ellos (96,17%) empleados y 9 (3,83%) desempleados. Había 201 hogares con residentes, 6 vacíos y 7 eran alojamientos vacacionales o segundas residencias.